# 富士X100F

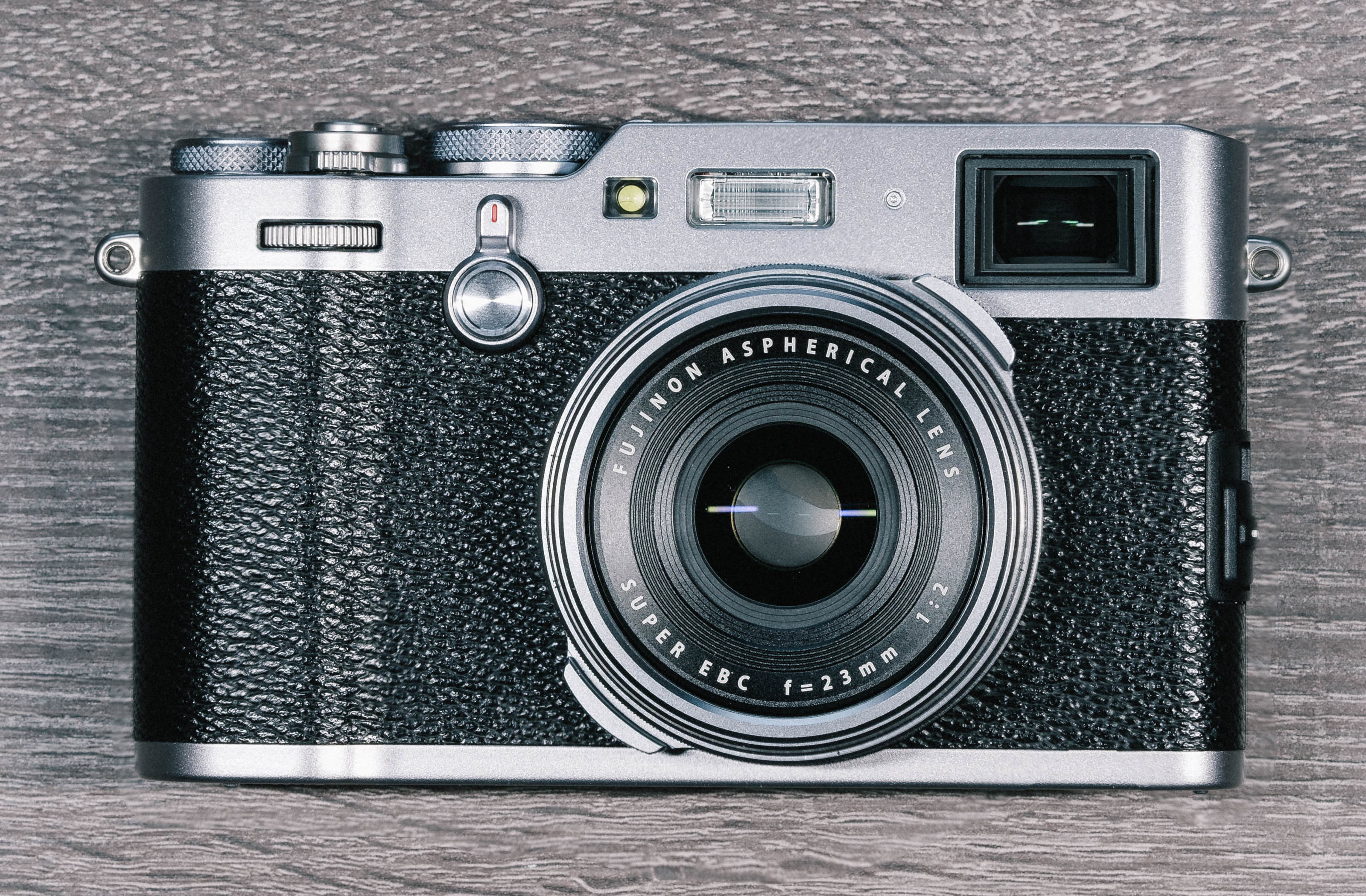
富士X100F相机

富士X100F（X100系列第四代）发布于2017年1月19日 ，这是富士X100T的继任产品。它对上一代进行了许多改进和增强，其中许多功能是从富士X-Pro2引入的，而这部分功能在X-Pro2之前从没有发布过。 X100F于2017年2月23日对外发售。下一代继任产品富士X100V于2020年2月4日发布。

## 与上一代X100T的不同
- 一个第三代的2430万像素的 X-Trans CMOS III 传感器
- X-Processor Pro 图像处理器
- 带有操纵杆自动对焦控制的新按钮布局（类似于X-Pro2和X-T2），选择自动对焦点更加容易[3]
- 内置ISO拨盘
- 在相机正面添加了指令拨盘
- 曝光补偿拨盘上的C模式，最多可实现5档曝光补偿
- 更换了更大的电池（NP-W126S，与X-T2相同）
- 改进的91点自动对焦系统
- 更高的感光度（ISO 200–12800，可扩展至ISO 100–51200）
- 取景器可实现6倍放大
- Acros底片模拟（成像色彩接近富士 Acros 100胶卷）
- 电子取景器刷新率达到每秒60帧[4]
- 额外的连续拍摄模式速度（3、4、5和8 fps）以及更大的缓冲区
- 新型LED自动对焦辅助灯
- 模拟等效35mm 50毫米和70毫米视角的数字变焦功能（仅JPG）[5]

## 反响
X100F非常受用户欢迎，主要是因为其改进的传感器和自动对焦功能。 Digital Photography Review给它的评分为83％，并获得了金奖，称其为“真正的摄影师的相机”（a true photographers' camera）。 
在2017年技术影像新闻协会奖上，X100F赢得了最佳专业紧凑型相机奖。